# Collina glabicira
Collina glabicira is een spinnensoort in de taxonomische indeling van de wielwebspinnen (Araneidae).
Het dier behoort tot het geslacht Collina. De wetenschappelijke naam van de soort werd voor het eerst geldig gepubliceerd in 1891 door Arthur T. Urquhart..